# ديان بيريتش
ديان بيريتش هو لاعب كرة قدم صربي في مركز الدفاع، ولد في 16 أبريل 1979 في بانتشيفو في صربيا. لعب مع دينامو بانتشيفو.

## وصلات خارجية
- ديان بيريتش على موقع قاعدة بيانات كرة القدم.إي يو (الإنجليزية)
- ديان بيريتش على موقع Soccerway.com (الإنجليزية)